# Warth (Vorarlberg)
Warth é um município da Áustria, situado no distrito de Bregenz, no estado de Vorarlberg. Tem 19,31 km² de área e sua população em 2019 foi estimada em 166 habitantes.